# Église Saint-Michel de Kanjiža
Pour les articles homonymes, voir Église Saint-Michel.
L'église Saint-Michel de Kanjiža (en serbe cyrillique : Црква Светог Михаила у Кањижи ; en serbe latin : Crkva Svetog Mihaila u Kanjiži) est une église orthodoxe serbe située à Kanjiža, dans la province autonome de Voïvodine et dans le district du Banat septentrional en Serbie. Elle est inscrite sur la liste des monuments culturels protégés de la république de Serbie (identifiant no SK 1544).

## Présentation
Une première église dédiée à l'archange saint Michel a été construite en 1775. Incendiée au moment de la révolution hongroise de 1848, elle a été remplacée par un nouvel édifice construit en 1851.
L'église abrite quatre icônes provenant de l'ancienne église, réalisées par le peintre baroque Teodor Ilić Češljar. L'iconostase actuelle a été peinte entre 1859 et 1862 par Pavle Simić, l'un des premiers représentants de la peinture romantique en Serbie[réf. nécessaire].